# Shit Robot
Shit Robot (eigentlich: Marcus Lambkin, * 1971 in Dublin) ist ein irischer DJ und Live-Act der elektronischen Tanzmusik.
Er betätigte sich als DJ in New York City und legte auch zusammen mit James Murphy (LCD Soundsystem) auf. Er veröffentlichte auf dessen Plattenlabel DFA diverse Maxis und schließlich 2010 sein Debütalbum From the Cradle to the Rave. Darauf sind als Gast-Sänger Alexis Taylor (Hot Chip), The Juan MacLean und Planningtorock zu hören.

## Familie
Verheiratet ist er mit der ehemaligen MTV-Moderatorin Kimsy von Reischach. Er lebt mit ihr und den gemeinsamen Kindern auf Schloss Riet bei Vaihingen an der Enz.

## Diskografie
Alben
- From the Cradle to the Rave (DFA Records, 2010)

Singles
- Wrong Galaxy (DFA Records, 2006)
- Chasm (DFA Records, 2007)
- Simple Things (Work It Out) (DFA Records, 2009)
- I Got A Feeling (DFA Records, 2010)